# Łabaniszki
Łabaniszki (lit. Labaniškės) – wieś na Litwie, w rejonie wileńskim, 4 km na wschód od Ławaryszek.

## Historia
W dwudziestoleciu międzywojennym leżały w Polsce, w województwie wileńskim, w powiecie wileńsko-trockim, w gminie Mickuny.
Po II wojnie światowej w granicach Związku Sowieckiego. Od 1991 na niepodległej Litwie.